# Астраханская духовная семинария
Астраханская духовная семинария — среднее учебное заведение Астраханской епархии Русской Православной Церкви, готовящее священно- и церковнослужителей. Существовала в 1778—1918 годах.

## История
Открыта 6 января 1778 года. В 1838 году в ней был открыт класс калмыцкого языка. В семинарии преподавалось также иконописание. При семинарии имелась образцовая церковно-приходская школа.
При епископе Феогносте (Лебедеве) Астраханская духовная семинария переведена из зданий, находящихся при Входо-Иерусалимской церкви, в новое помещение, так как прежнее помещение не соответствовало новому Уставу духовных семинарий, по которому вместо трёх классов с двухгодичным курсом положено было шесть классов с одногодичным курсом.
В Астраханской духовной семинарии была богатая библиотека.
Астраханская духовная семинария просуществовала до ноября 1918 года, когда, вследствие декрета Советского правительства об отделении Церкви от государства, все её помещения были национализированы.

## Ректоры
- Сильвестр (Лебединский) (1791 — 1794)
- Дионисий (Цветаев) (10 августа 1811 — 1817)
- Ириней (Ключарёв) (30 октября 1824 — октябрь 1825)
- Агапит (Вознесенский) (27 февраля 1829 — 22 сентября 1831)
- Иосиф (Позднышев) (1831—1834)
- Аполлинарий (Вигилянский) (1834 — 1844)
- Вассиан (Чудновский) (28 февраля 1846 — 21 февраля 1854)
- Аполлос (Беляев) (21 февраля 1854 — 26 октября  1856)
- Вениамин (Карелин) (15 декабря 1859—1862)
- Ианнуарий (Попов-Вознесенский) (4 октября 1862—1868)
- Александр (Хованский) (26 июля 1868 — ?)
- архимандрит Амвросий (5 апреля 1882 — 13 мая 1883)
- Кирилл (Лопатин) (1899—1900)
- архимандрит Иоанн (Левицкий) (29 ноября 1900—1908)
- Феодор (Лебедев) (1908—1911)
- протоиерей Николай Летницкий (1911—1918)

## Выпускники
См. Выпускники Астраханской духовной семинарии
- 1798 — Герасим Покровский
- 1814 — Илья Александров
- 1854 — Александр Летницкий
- 1860 — Иван Ястребов
- 1868 — Никифор Каменский
- 1888 — Илья Ястребов
- 1911 — Павел Ансимов